# Heiner Bauschert
Heiner Bauschert (Tübingen, 17 d'agost de 1928 – Tübingen, 7 de setembre de 1986) fou un artista alemany conegut pels seus gravats sobre fusta.

## Biografia
L'any 1945 inicia estudis d'art a la Private Kunstschule Hugo Lange de Tübingen. Dos anys més tard ingressà a la Akademie der Bildenden Künste de Karlsruhe, on té com a professors a Wilhelm Schnarrenberger (pintura), Karl Hubbuch (dibuix) i Erich Heckel (litografia). L'any 1950 comencen a aparèixer els seus primers gravats en fusta. Durant aquesta època compagina la tasca com a dibuixant científic en l'Institut Zoològic de la Universitat de Tübingen amb la coordinació d'alguns cursos de dibuix a la Volkshochschule de Tübingen. A partir del 1955 la seva obra comença a exposar-se en diverses exposicions individuals i col·lectives arreu d'Alemanya fonamentalment, però també al Brasil i Washington DC. A partir de 1966 realitzà diversos viatges pel mediterrani, des d'on produirà una part important de la seva obra.